# Conus salzmanni
Conus salzmanni é uma espécie de gastrópode do gênero Conus, pertencente a família Conidae.